# Homocisteinska desulfhidraza
Homocisteinska desulfhidraza (EC 4.4.1.2, homocisteinska desumporaza, L-homocisteinska vodonik-sulfid-lijaza (deaminacija)) je enzim sa sistematskim imenom L-homocistein vodonik-sulfid-lijaza (deaminacija, formira 2-oksobutanoat). Ovaj enzim katalizuje sledeću hemijsku reakciju
-homocistein + H2O {\displaystyle \rightleftharpoons } vodonik sulfid + 3 + 2-oksobutanoat (sveukupna reakcija)
(1a) -homocistein {\displaystyle \rightleftharpoons } vodonik sulfid + 2-ammoniobut-2-enoat
(1b) 2-ammoniobut-2-enoat + H2O {\displaystyle \rightleftharpoons } 2-oksobutanoat + NH3 (sponta reakcija)
Ovaj enzim je piridoksal-fosfatni protein.

## Literatura
- Nicholas C. Price; Lewis Stevens (1999). Fundamentals of Enzymology: The Cell and Molecular Biology of Catalytic Proteins (Third изд.). USA: Oxford University Press. ISBN 019850229X.
- Eric J. Toone (2006). Advances in Enzymology and Related Areas of Molecular Biology, Protein Evolution (Volume 75 изд.). Wiley-Interscience. ISBN 0471205036.
- Branden C; Tooze J. Introduction to Protein Structure. New York, NY: Garland Publishing. ISBN 0-8153-2305-0.
- Irwin H. Segel. Enzyme Kinetics: Behavior and Analysis of Rapid Equilibrium and Steady-State Enzyme Systems (Book 44 изд.). Wiley Classics Library. ISBN 0471303097.

## Spoljašnje veze
- Homocysteine+desulfhydrase на 